# セバスティアーノ・コンカ
イル・キャバリエーレ(il Cavaliere)の称号でも呼ばれる、セバスティアーノ・コンカ（Sebastiano Conca、1680年1月8日 - 1764年9月1日）は、イタリアの画家である。

## 略歴
イタリアのラツィオの南部ガエータで生まれた。ナポリでフランチェスコ・ソリメーナ(1657-1747)の工房で学び、1706年に助手として働く弟のジョヴァンニ・コンカ(Giovanni Conca: 1690-1771)とローマに移った。
カルロ・マラッタ(1625-1713)とローマ、トラステヴェレのサンタ・チェチーリア・イン・トラステヴェレ教会の装飾の仕事をし、壁画や祭壇画を描いた。1718年にはジェノヴァのロメッリーニ・ドーリア宮殿で仕事をした。
1719年に、アカデミア・ディ・サン・ルカの会員となり、2度会長職に選ばれた 。多くの芸術家のパトロンであったピエトロ・オットボーニ枢機卿(Pietro Ottoboni,)の支援を受けた。枢機卿のとりなしで、ローマ教皇クレメンス11世（在位1700-1721）から注文を受け、サン・ジョバンニ・イン・ラテラノ大聖堂とサン・クレメンテ聖堂の壁画を描き、騎士(Cavaliere)の称号と宝飾品を与えられた。
1721年から1725年の間は、トリノのサヴォイア家に招かれ、さまざまな教会や宮殿の壁画や油絵を制作した。 スペイン王フェリペ5世らの各国の王族、有力者から注文を受けた。
1739年に、芸術家志望者のための道徳指針である『Ammonimenti』という書籍を出版した。
1751年にナポリに戻り、1784年にナポリで没した。
ローマで画塾を開き、影響を与えたとされる画家にはポンペオ・バトーニ(1708-1787)やピエトロ・パオロ・ヴァスタ(Pietro Paolo Vasta: 1697-1760)、フェデーレ・ティリト(Fedele Tirrito:1717-1801)、コッラード・ジアキント(1703-1766)、オリヴィオ・ソッツィ(Olivio Sòzzi:1696-1765)らがいるとされる。

## 作品

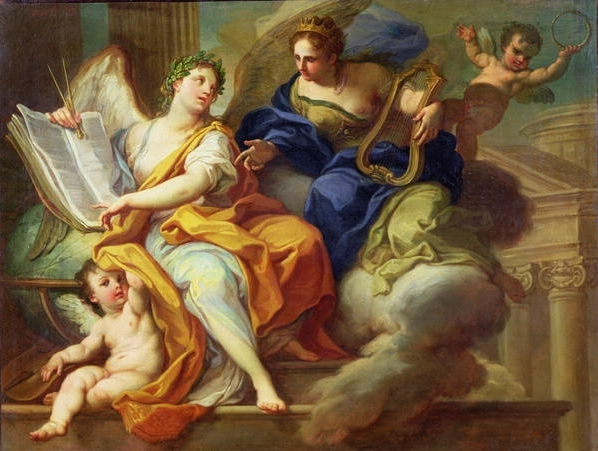
ウラニアとエラトー
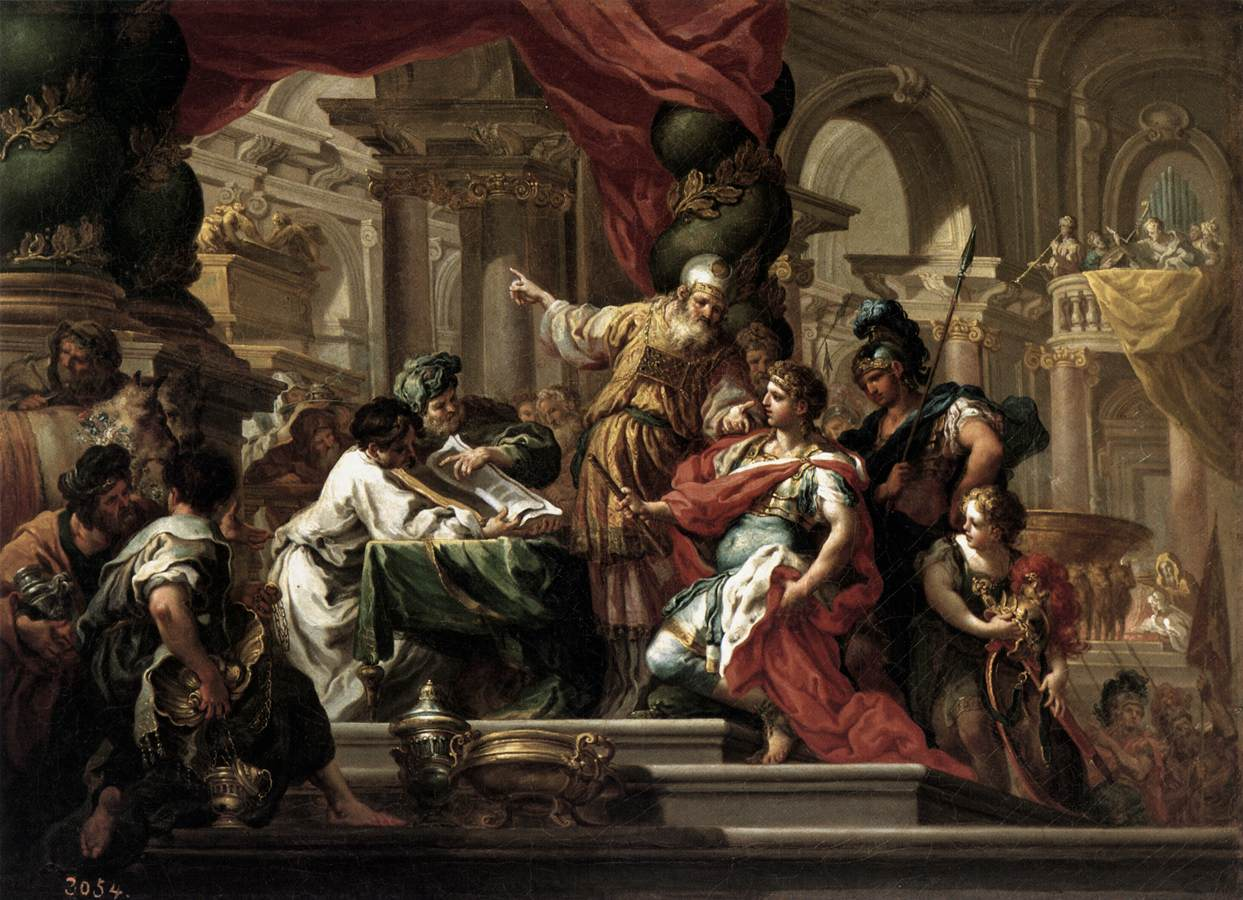
エルサレムの寺院のアレキサンダー大王 (1736/1737) プラド美術館
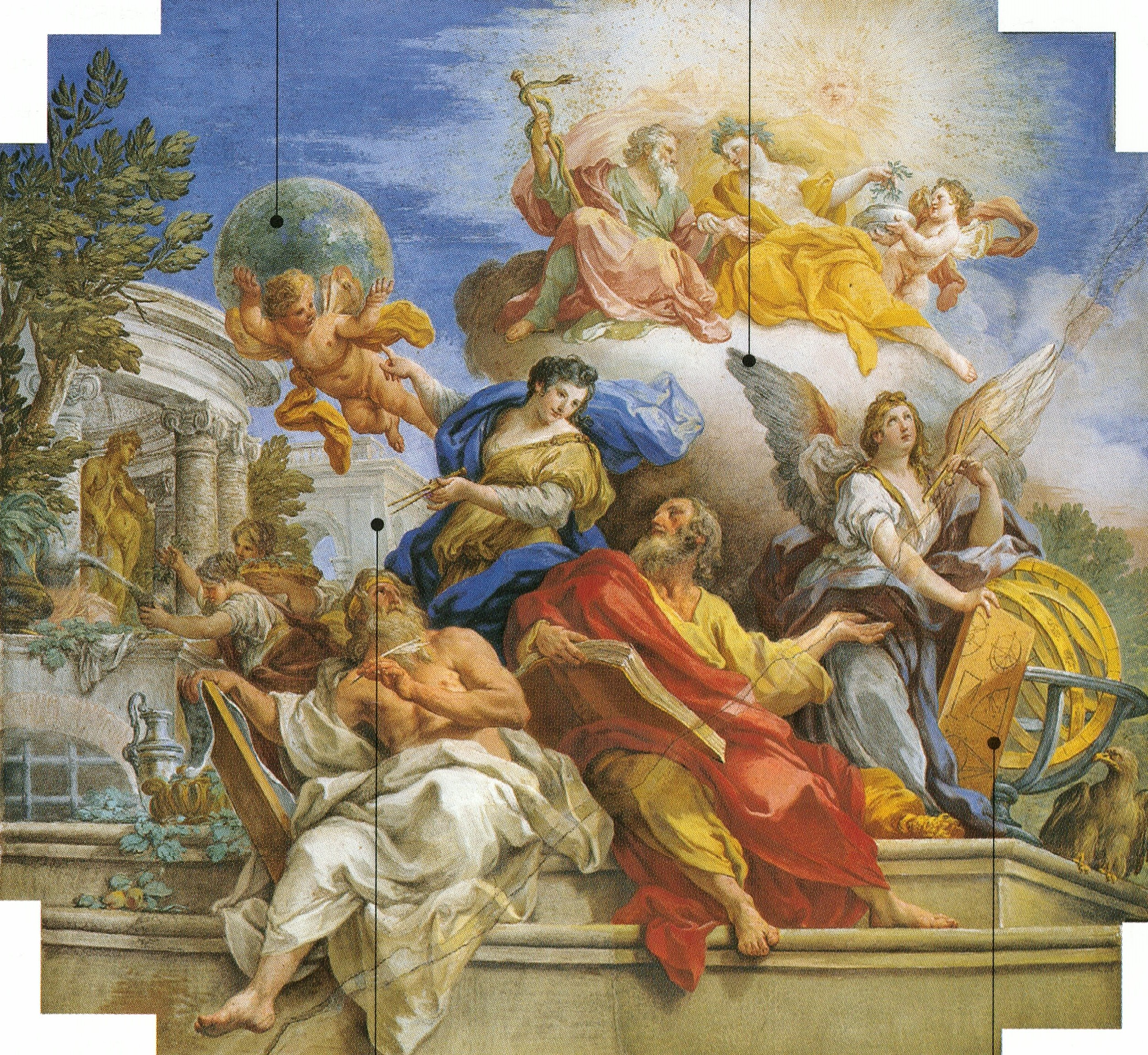
知識の寓意画 Palazzo Corsiniの装飾画

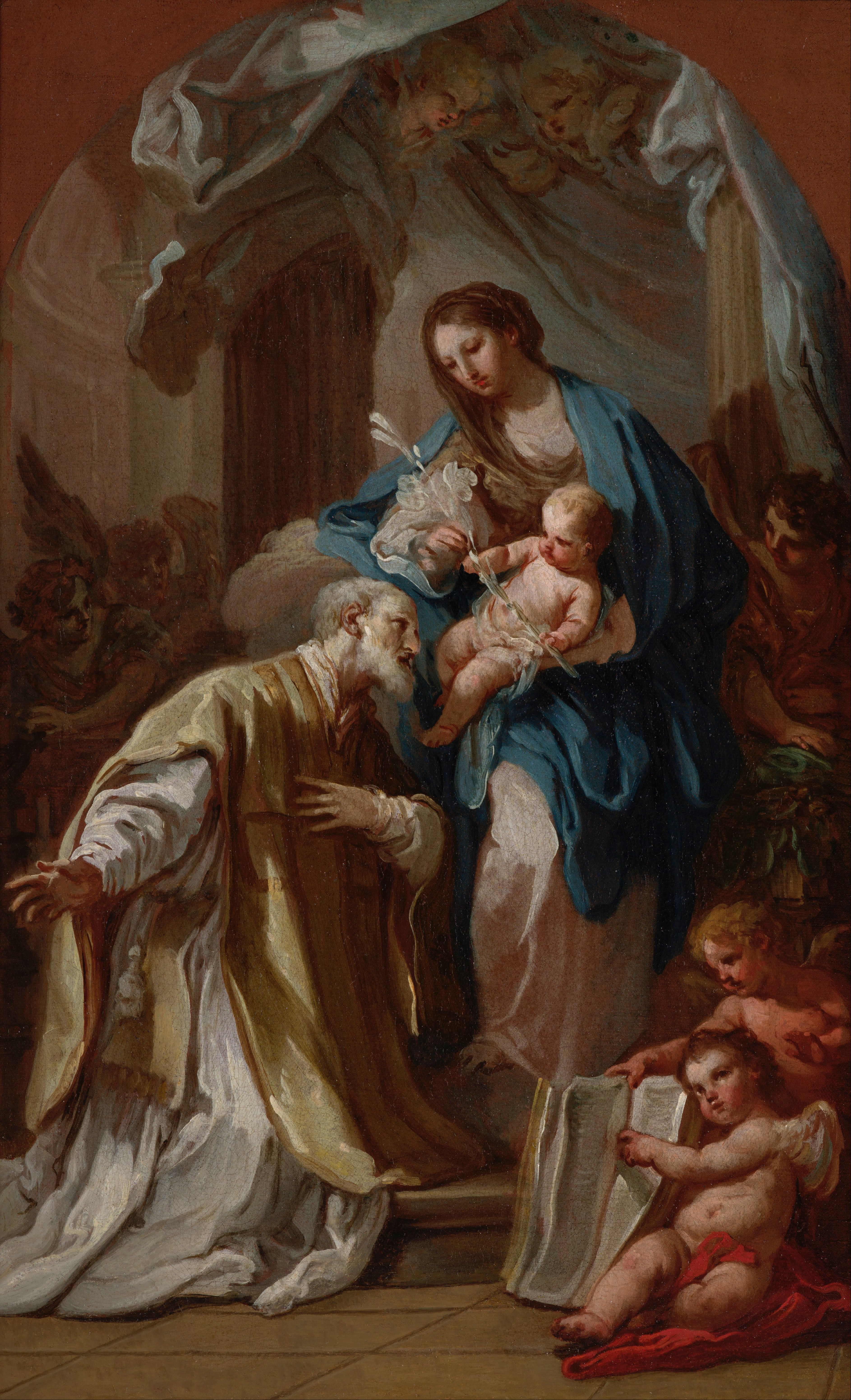
聖フィリッポ・ネリに顕現した聖母マリア(1740) インディアナポリス美術館
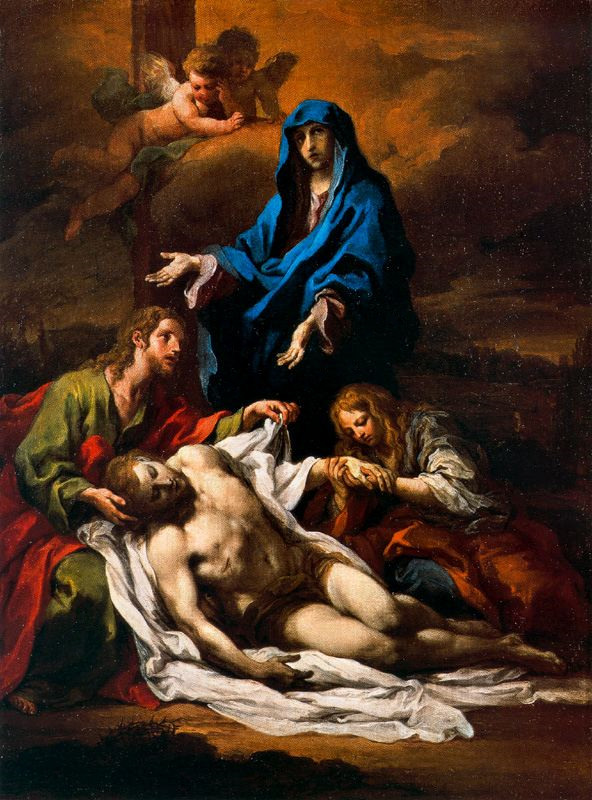
十字架降架 (1746) Pinacoteca Vaticana
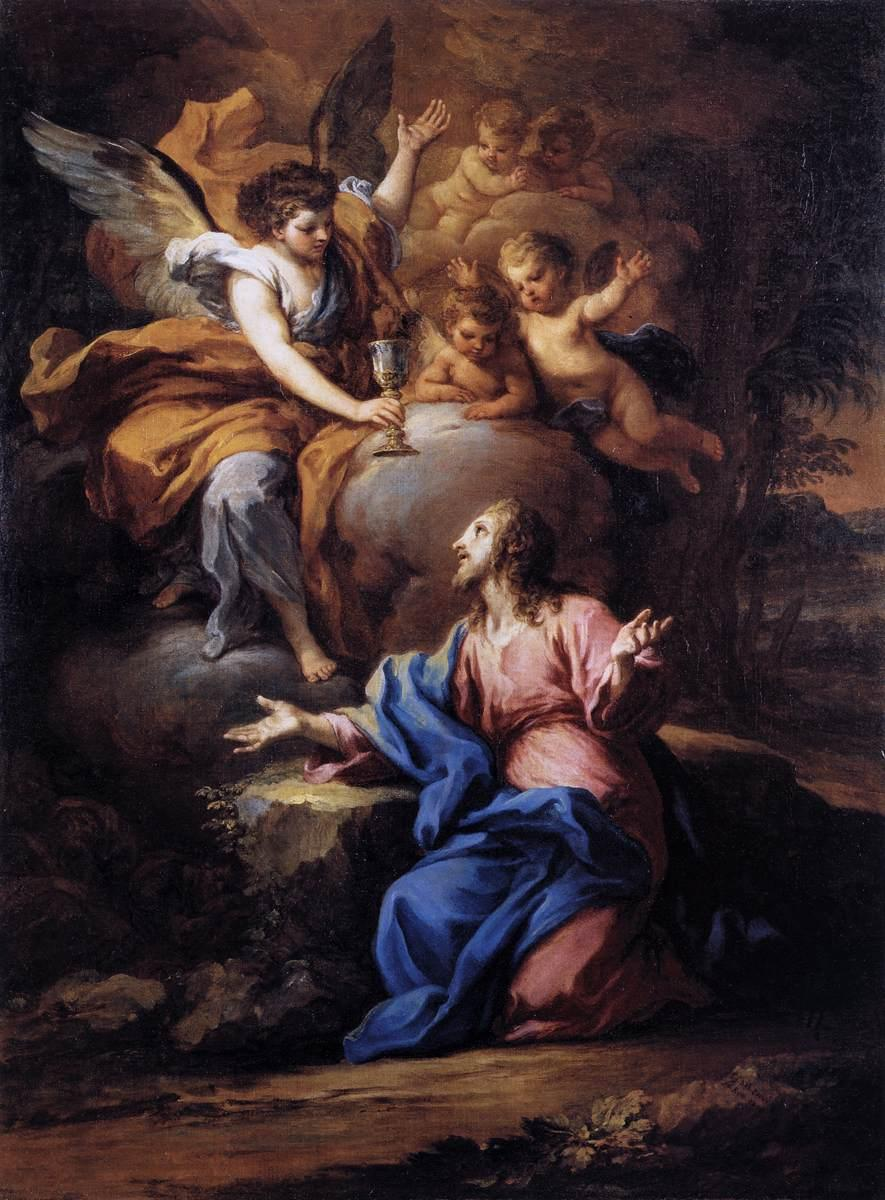
ゲッセマネの園のキリスト(1746) Pinacoteca Vaticana
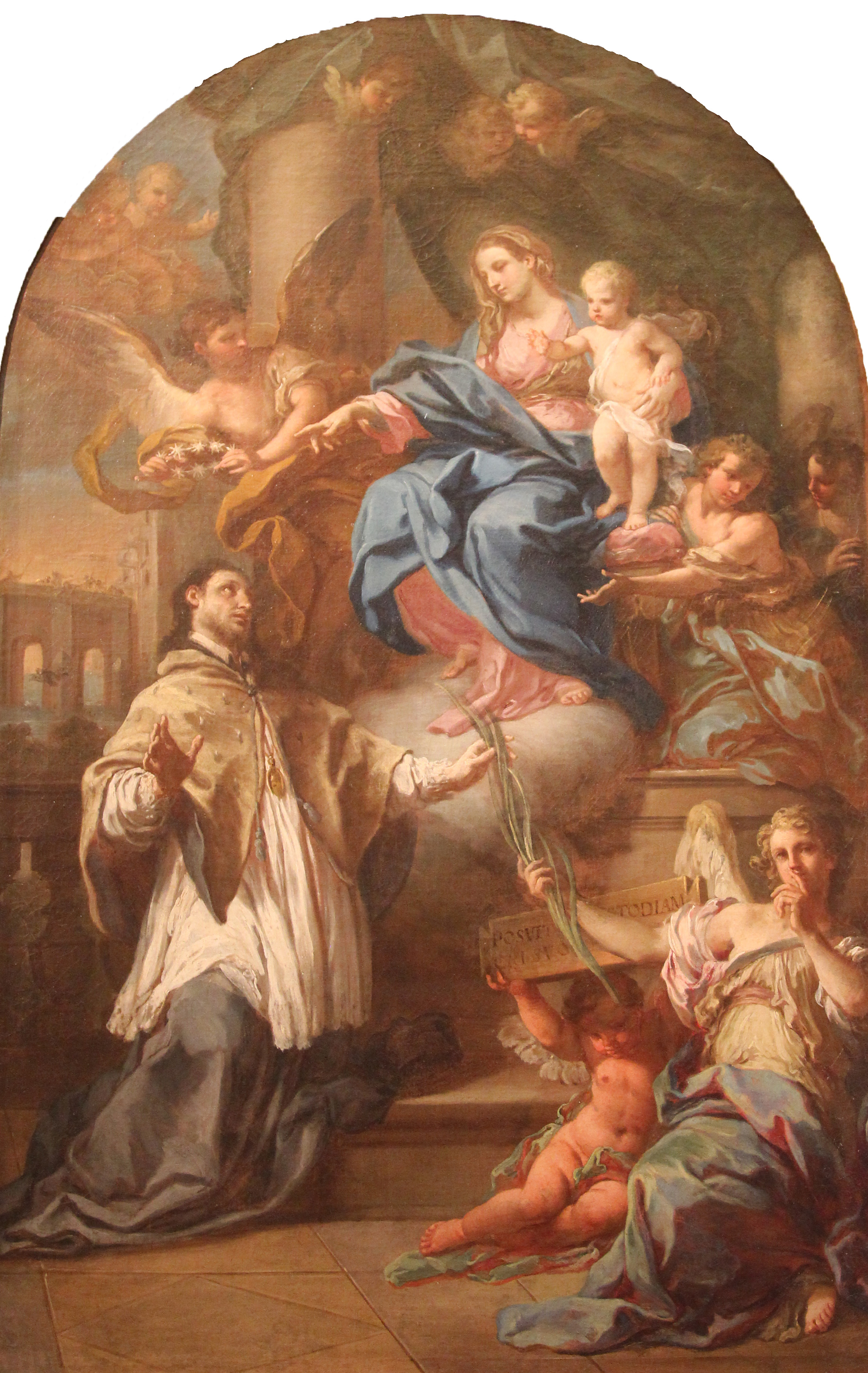
聖母子と聖ヨハネ